# Joule (cráter)
Joule es un cráter de impacto que se encuentra en la cara oculta de la Luna. Se localiza al norte-noreste de la llanura amurallada del cráter Mach. Al noroeste de Joule aparece el cráter Blazhko.
|  |

Se trata de una formación desgastada y erosionada. Un par de cráteres más pequeños aparece en el sector el noreste del brocal, con un impacto en el borde noroeste. Al sur presenta una proyección exterior que tiene la apariencia de un cráter parcialmente cubierto por Joule. El resto del borde y de la pared interior es algo irregular. El suelo interior está más nivelado que el terreno que rodea el cráter, pero está marcado por algunos pequeños impactos. En el punto medio del suelo interior aparece un pico central.
Joule T, situado a menos de un diámetro de cráter al oeste de Joule, se encuentra en el centro de un sistema de marcas radiales. Estos rayos se proyectan principalmente al sur del cráter, con una marca más prominente que cruza el cráter Harvey al sur. Solamente los rastros débiles de este sistema de rayos cruzan Joule, y se limitan generalmente al borde occidental, a los lados internos y al suelo.

## Cráteres satélite

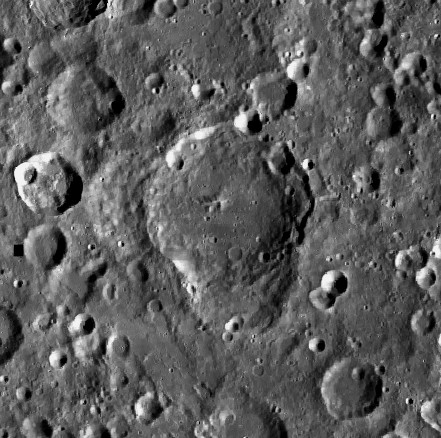
Fotografía de la misión Lunar Reconnaissance Orbiter

Por convención estos elementos son identificados en los mapas lunares poniendo la letra en el lado del punto medio del cráter que está más cercano a Joule.
|       | \| Joule \| Coordenadas \| Diámetro \| \| ----- \| ------------------------------- \| -------- \| \| K \| 25°48′N 141°54′O / 25.8, -141.9 \| 16 km \| \| L \| 26°06′N 144°06′O / 26.1, -144.1 \| 69 km \| \| T \| 27°42′N 148°12′O / 27.7, -148.2 \| 37 km \| |          |
| Joule | Coordenadas | Diámetro |
| K     | 25°48′N 141°54′O / 25.8, -141.9 | 16 km    |
| L     | 26°06′N 144°06′O / 26.1, -144.1 | 69 km    |
| T     | 27°42′N 148°12′O / 27.7, -148.2 | 37 km    |